# Hår(d)
Hår(d) er en ungdomsroman skrevet af Dennis Jürgensen, udgivet på forlaget Tellerup i 1999.
| Bog | Spire Denne artikel om bøger og tidsskrifter er en spire som bør udbygges. Du er velkommen til at hjælpe Wikipedia ved at udvide den. |